# Franz Tunder
Franz Tunder, född 1614 i Banndesdorf, död 5 november 1667 i Lübeck, var en tysk organist och kompositör.

## Biografi
Tunder föddes troligtvis i Lubeck. Under sina första år studerade han musik i Burg och Köpenhamn. I Köpenhamn kom den danska kompositören Melchior Borchgrevinck att bli hans mentor. Han arbetade mellan 1632 och 1641 som hovorganist åt Fredrik III av Holstein-Gottorp i Gottorp. 1641 tog han över Peter Hasses tjänst som organist i Mariakyrkan i Lübeck där han kom att hålla kvällskonserter, abendmusik. Efter Tunders död tog Dietrich Buxtehude över posten som organist vid Mariakyrkan och han gifte sig även med Tunders dotter.

## Utmärkelser
Asteroiden 7871 Tunder är uppkallad efter honom.

## Verklista

### Symfoni
- Sinfonia (från en försvunnen mottet: Da Pacem)

### Orgel[2]
- Preludium i g-moll
- Preludium i g-moll
- Preludium i g-moll
- Preludium i g-moll (fragment).
- Preludium i F-dur
- Canzone i G-dur på ett tema av Giambattista della Porta.

#### Koralfantasier
- Auf meinen lieben Gott
- Christ lag in Todes Banden
- Herr Gott, dich loben wir
- In dich hab ich gehoffet, Herr
- Jesus Christus, unser Heiland
- Jesus Christus, wahr Gottes Sohn
- Komm, heiliger Geist, Herre Gott
- Was kann uns kommen an für Not i F-dur.
- Was kann uns kommen an für Not i C-dur (ofullbordad).
- Allein zu dir, Herr Jesu Christ (kan vara skriven av Heinrich Scheidemann)
- Ein feste Burg ist unser Gott (kan vara skriven av Heinrich Scheidemann)

### Vokalmusik

#### Latin
- Da mihi, Domine, (B)
- Dominus illuminatio mea, (SSATB)
- Nisi Dominus aedificaverit, (SSB)
- Nisi Dominus aedificaverit, (SSATB)
- O Jesu dulcissime, (B)
- Salve coelestis pater, (B)
- Salve mi Jesu, (A)

#### Tyska
- Ach Herr, lass deine liebe Engelein, (S)
- An Wasserflüssen Babylon, (S)
- Ein feste Burg, (SSTB)
- Ein kleines Kindelein, (S)
- Helft mir Gott's Güte preisen, (SSATTB)
- Herr, nun lässest du deinen Diener, (BB)
- Hosianna dem Sohne Davids, (SSATB)
- Streuet mit Palmen, (SSATB)
- Wachet auf, ruft uns die Stimme, (S)
- Wend ab deinen Zorn, (SSATTB)